# Ева: Искусственный разум
«Ева» (исп. Eva) — испанский фантастический фильм режиссёра Кике Маильо, мировая премьера которого состоялась 7 сентября 2011 года, в России фильм вышел 5 января 2012 года.

## Сюжет
Действие фильма происходит в 2041 году, когда люди уже используют роботов в быту. Алекс Гарельд (Даниэль Брюль), известный инженер-кибернетик, разработчик искусственного интеллекта роботов, открыватель некоторых законов и теорий робототехники получает специфический и трудный заказ Robotic Faculty — создать «весёлого» робота-ребёнка. Ранее он уже работал над созданием эмоциональных роботов, но так и не смог довести ни один проект до конца, и вот ему предоставляется ещё один шанс.
Во время исследований Алекс активно ищет ребёнка-мальчика, эмоциональные реакции которого могли бы позволить сделать робота интересным; в это время на улице происходит знакомство с девочкой Евой. Она сразу кажется учёному необычной и подходящей, он уговаривает главу лаборатории изменить пол ребёнка-робота. На семейном ужине у брата его ждёт неожиданный сюрприз — Еву представляют в качестве дочери его брата и бывшей возлюбленной. В ходе экспериментов Алексу Гарелю все больше кажется, что девочка похожа на него, указал на это и робот-дворецкий.
Ева активно помогает работе — на её реакциях на окружающий мир строится модель восприятия робота, однако, однажды Алекс замечает, что Ева не умеет контролировать сильные эмоции и злится, подтвердят это и дальнейшие события…

## В ролях
- Даниэль Брюль — Алекс, инженер-кибернетик
- Марта Этура — Лана, возлюбленная Алекса
- Клодиа Вега[исп.] — Ева
- Альберто Амманн — Дэвид, брат Алекса
- Луис Омар — Макс

## Награды
- Луис Омар — Лучшая мужская роль второго плана
- Кике Маильо — Лучший режиссёр-дебютант
- Лучшие спецэффекты

## Реакция публики
Фильм получил в основном положительные отзывы от кинокритиков. Рождением новой звезды можно считать Клодию Вегу, которая играла, не уступая старшим товарищам, при этом не имея опыта в этом деле.

## Примечание
1. ↑  Česko-Slovenská filmová databáze (чеш.) — 2001.
2. ↑  Информация взята с сайта http://kino-mag.com/dramy/eva-iskusstvennyj-razum-eva-2011-hd.html (недоступная+ссылка)
3. ↑  Фильм Ева: Искусственный разум отзывы и рецензии. Дата обращения: 8 января 2013. Архивировано 19 января 2013 года.